# Menhir II von Bann
Der Menhir II von Bann ist ein Menhir innerhalb des Landkreises Kaiserslautern.
Der Stein befindet sich auf 370 Metern Meereshöhe in einem Waldstück am Übergang vom Pfälzerwald zur Sickinger Höhe, das zum Forstrevier Steigerhof gehört. Trotz seines Namens liegt der Stein nicht auf der Gemarkung der Ortsgemeinde Bann, sondern auf derjenigen der benachbarten Ortsgemeinde Kindsbach rund zwei Kilometer südlich von deren Siedlungsgebiet. Unmittelbar nördlich erstreckt sich der Kindsberg. Rund einen Kilometer weiter südwestlich liegt der Menhir I von Bann; diese räumliche Nähe trug zu seinem irreführenden Namen bei.

## Geschichte
Über die Entstehung des Menhirs ist nichts bekannt. Mutmaßlich ist er keltischen Ursprungs und war eventuell ursprünglich höher. Entweder markierte er den historisch gesicherten Handelsweg von Kaiserslautern über die Sickinger Höhe nach Lothringen oder diente als Kultort beziehungsweise als Langsteingrab. Lange nach seiner Aufstellung wurde – wahrscheinlich im Zuge der Christianisierung – ein Kreuz in ihn eingeritzt.
Der Menhir ist 120 Zentimeter hoch, 70 Zentimeter breit und 40 Zentimeter dick. Er selbst wirkt innerhalb seiner unmittelbaren Umgebung vergleichsweise unscheinbar. Er ist von mehreren weiteren Steinen umgeben. Nach oben ist er leicht verjüngt.